# 알바 플로레스
알바 플로레스(Alba Flores, 1986년 10월 27일 ~ )는 스페인의 배우이다. 20세기 스페인을 대표하는 플라멩코 가수이자 댄서인 롤라 플로레스의 손녀이다. 알바의 가문은 스페인을 대표하는 연예 가문 중 하나이다.